# Fioretta Mazzei
Fioretta Mazzei (Firenze, 26 settembre 1923 – Firenze, 11 novembre 1998) è stata una politica e attivista italiana.

## Biografia

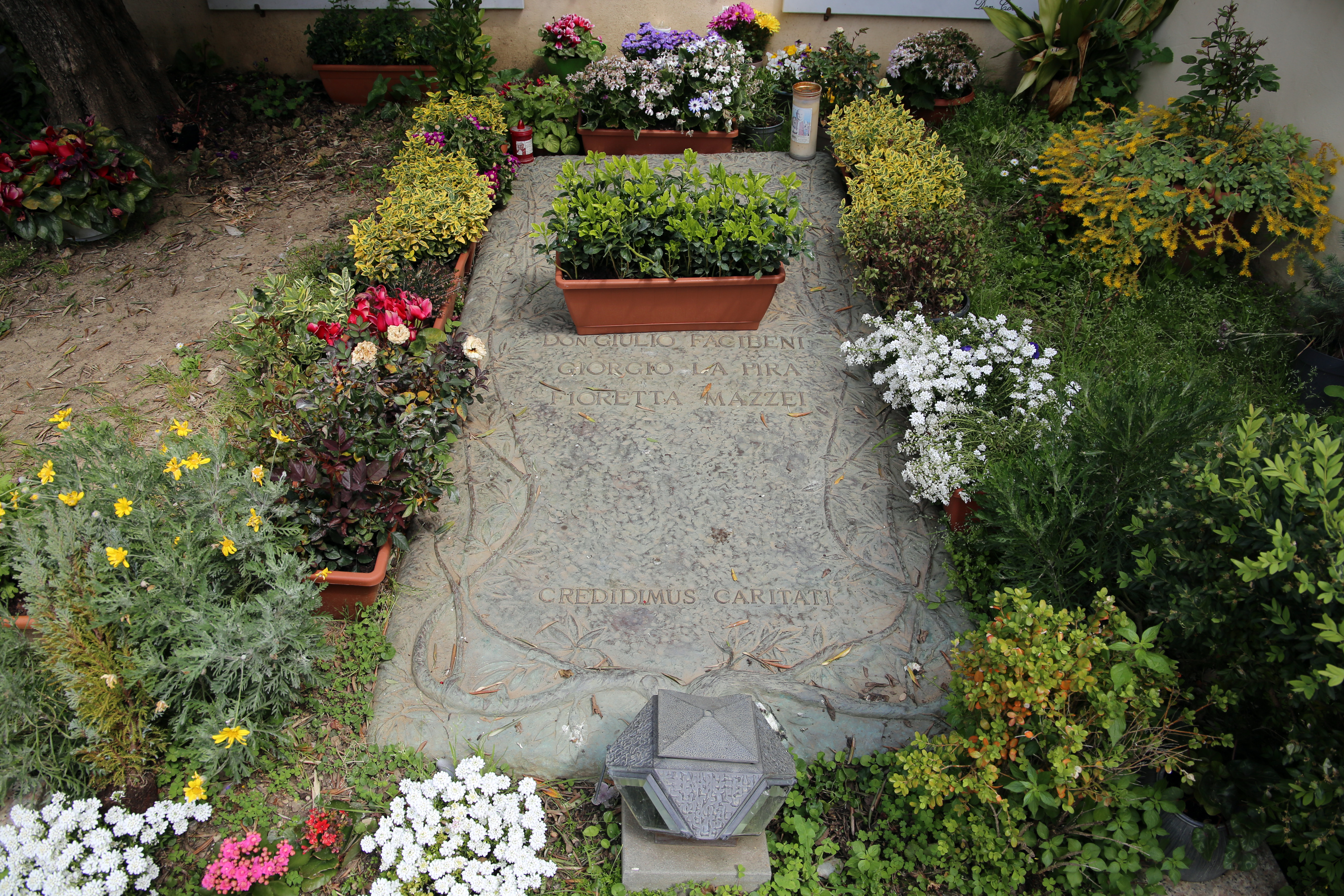
La tomba

Di nobile e agiata famiglia di tradizione cristiana, è stata una delle figure di rilievo della storia istituzionale e religiosa di Firenze.
Ebbe modo di frequentare sin dall'adolescenza don Giulio Facibeni, amico del padre, Jacopo Mazzei Tommasi, docente universitario e collega di La Pira, che divenne per lei un importante riferimento spirituale di fede operosa.
Fu stretta collaboratrice di Giorgio La Pira, condividendone l'azione politica ed amministrativa a favore dei poveri a partire dal 1944, quando iniziò a frequentare la Messa di San Procolo, ideata e animata da La Pira e rivolta ai più indigenti di Firenze.
È stata consigliere comunale della D.C. nel Comune di Firenze dal 1951, anno in cui fu eletto Sindaco per la prima volta Giorgio La Pira, sino al 1995 ed assessore alla Gioventù e Cultura, alla Pubblica Istruzione ed alla Sicurezza sociale dal 1960 al 1964, dal 1970 al 1974 e poi negli anni ottanta.
Fin dagli anni cinquanta insegnò francese e religione nelle scuole medie superiori fiorentine, caratterizzandosi per il particolare legame educativo che instaurava con i giovani.
Dal 1952 alla metà degli anni settanta, con La Pira o nella scia dei contatti internazionali avviati con lui, ha animato incontri e progetti per la pace in Medio Oriente e la distensione fra i blocchi, tra cui i Colloqui mediterranei. Incontrò, fra i numerosi altri, Golda Meir, Maometto V, Hassan II, molti intellettuali ebrei, come Andrè Chouraqui e Nahum Goldman, diversi francesi, laici e cattolici, fra cui importanti teologi conciliari quali Jean Daniélou, padre Féret e padre Cottier.
Da sempre impegnata nella Amicizia Ebraico-Cristiana di Firenze, che Giorgio La Pira aveva contribuito a fondare nel 1949, ne è stata per lunghi anni Presidente. Dal 1977, anno della morte di Giorgio La Pira, è stata anche Presidente della Fondazione La Pira.
Da 1990 al 1995 è stata Presidente della Commissione per la Pace del Comune di Firenze, un organismo pensato dalle autorità municipali proprio per lei. In questa veste ha promosso il gemellaggio fra Firenze e Nazaret.
Sono pure da ricordare le importanti e perdute battaglie da lei condotte negli anni novanta: il tentativo di salvare dalla svendita il Pignone, azienda strategica per l'Italia per quasi 40 anni, e la sua ferma contrarietà al design invasivo ed obsoleto del nuovo Palazzo di Giustizia, destinato a stravolgere lo skyline di Firenze con tutti i suoi significati.
Morì a Firenze, dopo lunga malattia, l'11 novembre 1998, ed è sepolta nel cimitero comunale di Rifredi, nella zona dove erano sepolti anche Giorgio La Pira e don Giulio Facibeni.